# Cortes portugaises de 1820

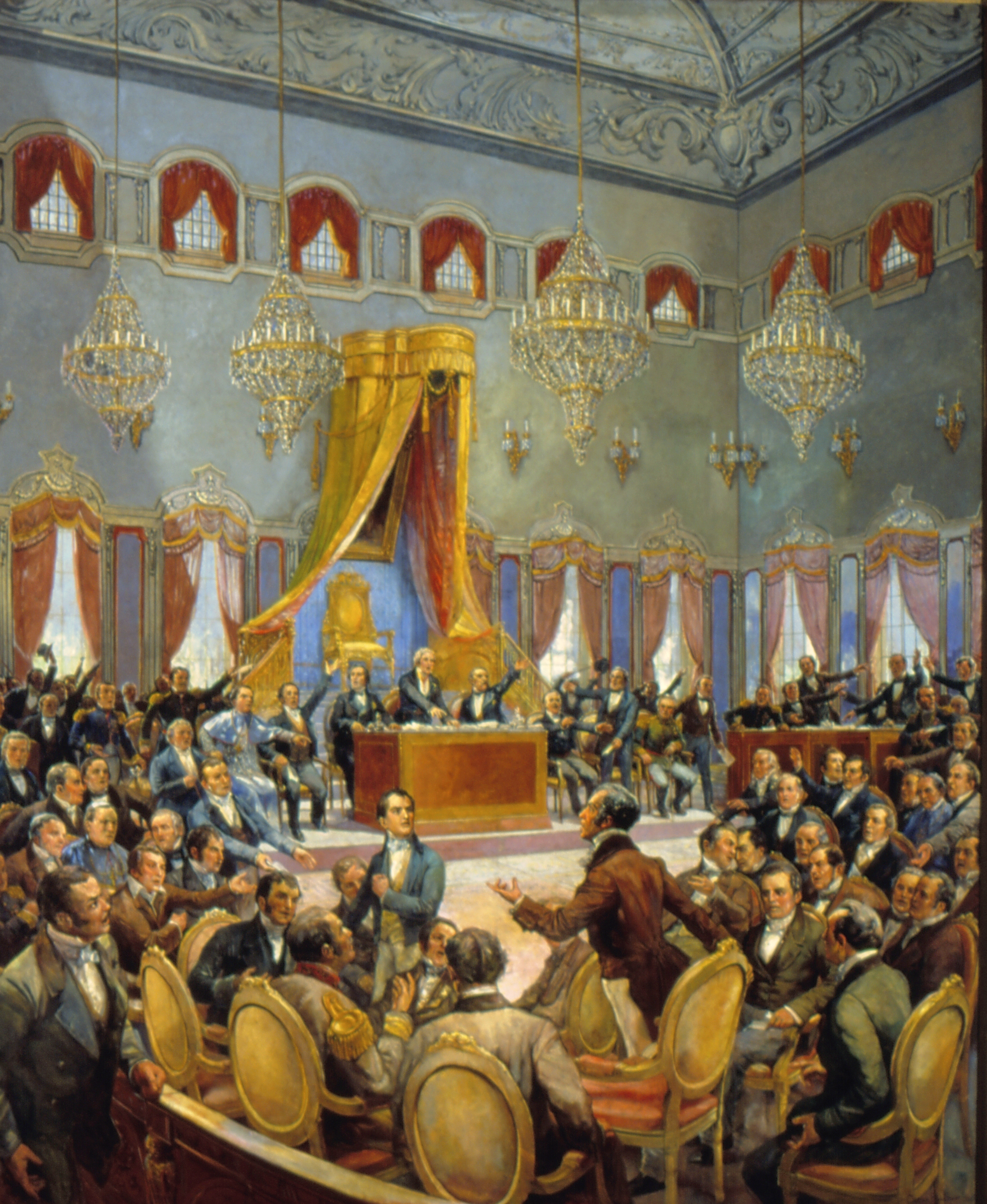
Les Cortes portugaises en 1822, par Oscar Pereira da Silva.

Les Cortes générales et extraordinaires de la Nation portugaise (Cortes Gerais e Extraordinárias da Nação Portuguesa), aussi connues sous le nom de Cortes constituantes de 1820, Cortes vintistes ou Congrès souverain, sont le premier parlement de l’histoire contemporaine du Portugal.
Elles ont été élues dans le contexte de la Révolution libérale portugaise de 1820, qui prétendait faire du royaume de Portugal une monarchie parlementaire. Elles s’inspirent directement des Cortes espagnoles de 1812.
La réunion des Cortes se fait dans le Palacio das Necessidades de Lisbonne, entre le 24 janvier 1821 et le 4 novembre 1822, et aboutit à la mise en place de la constitution portugaise de 1822.